# Finurliga Fridolf
Finurliga Fridolf är en svensk kortfilm från 1929 i regi av Gunnar Skoglund.

## Om filmen
Filmen premiärvisades 26 december 1929 på biograf Palladium i Stockholm, den spelades in vid Svenska Biografteaterns ateljé på Lidingö. 

## Roller
- Fridolf Rhudin - Fridolf Andersson
- Weyler Hildebrand